# 국가기록원
국가기록원(國家記錄院, 영어: National Archives of Korea, 약칭: NAK)은 기록물관리에 관한 기본정책의 수립 및 제도개선, 공공기록물의 효율적인 수집·보존·평가 및 활용에 관한 사무를 관장하는 대한민국 행정안전부의 소속기관이다. 2004년 5월 24일 발족하였으며, 대전광역시 서구 청사로 189 정부대전청사에 위치하고 있다. 원장은 고위공무원단 가등급에 속하는 일반직공무원으로 보하되, 임기제공무원으로 보할 수 있다.

## 설치 근거 및 소관 업무

### 설치 근거
- 「행정안전부와 그 소속기관 직제」 제2조제1항[3]

### 소관 업무
- 기록물관리에 관한 기본정책의 수립 및 제도개선
- 공공기록물의 효율적인 수집·보존·평가 및 활용

## 연혁
- 1962년 5월: 내각사무처 총무과에 촬영실 설치.
- 1969년 8월: 총무처 소속 정부기록보존소로 개편.
- 1998년 2월: 행정자치부 소속으로 개편.
- 1998년 7월: 정부대전청사로 청사 이전.
- 2004년 5월: 국가기록원으로 개편.
- 2008년 2월: 행정안전부 소속으로 개편.
- 2013년 3월: 안전행정부 소속으로 개편.
- 2014년 11월: 행정자치부 소속으로 개편.
- 2017년 7월: 행정안전부 소속으로 개편.

## 조직

### 원장
- 기록정책부[4]
  - 행정지원과[5]
  - 정책기획과[6]
  - 연구협력과[6]
  - 전자기록관리과[6]
  - 기록정보기반과[6][7]

- 기록관리지원부[4]
  - 지원정책과[5]
  - 지원기준과[6]
  - 공공지원과[6]

- 기록보존서비스부[8]
  - 공개서비스과[5]
  - 보존인수과[6]
  - 복원관리과[6][7]
  - 기록관리교육센터[6]

### 소속기관
- 성남분원
  - 서고동·사무동·전시열람동
- 부산분원
- 대전분원

## 역대 기관장

### 정부기록보존소장
| 대수 | 이름   | 임기                               |
| ---- | ------ | ---------------------------------- |
| 초대 | 신태섭 | 1969년 8월 23일 ~ 1969년 10월 14일 |
| 2대  | 이종학 | 1969년 10월 15일 ~ 1971년 2월 22일 |
| 3대  | 박해철 | 1971년 2월 23일 ~ 1971년 8월 20일  |
| 4대  | 이종학 | 1971년 8월 21일 ~ 1972년 2월 15일  |
| 5대  | 양낙준 | 1972년 4월 6일 ~ 1972년 6월 19일   |
| 6대  | 이종협 | 1973년 6월 20일 ~ 1974년 11월 14일 |
| 7대  | 조경도 | 1974년 11월 15일 ~ 1978년 4월 26일 |
| 8대  | 성기태 | 1978년 4월 27일 ~ 1980년 1월 7일   |
| 9대  | 윤무섭 | 1980년 1월 8일 ~ 1980년 7월 8일    |
| 10대 | 주민회 | 1980년 7월 9일 ~ 1980년 8월 15일   |
| 11대 | 이송용 | 1980년 8월 16일 ~ 1980년 9월 23일  |
| 12대 | 박해준 | 1980년 9월 24일 ~ 1984년 1월 9일   |
| 13대 | 남용구 | 1984년 1월 10일 ~ 1985년 1월 9일   |
| 14대 | 김상덕 | 1985년 1월 10일 ~ 1987년 7월 25일  |
| 15대 | 김충호 | 1987년 7월 26일 ~ 1987년 8월 18일  |
| 16대 | 소유영 | 1987년 8월 19일 ~ 1990년 4월 19일  |
| 17대 | 김길수 | 1990년 4월 20일 ~ 1992년 5월 29일  |
| 18대 | 안조일 | 1992년 5월 30일 ~ 1993년 3월 11일  |
| 19대 | 김기옥 | 1993년 3월 12일 ~ 1994년 11월 9일  |
| 20대 | 이수기 | 1994년 11월 10일 ~ 1996년 1월 3일  |
| 21대 | 석순용 | 1996년 1월 4일 ~ 1996년 3월 6일    |
| 22대 | 김선영 | 1996년 3월 7일 ~ 2000년 2월 8일    |
| 23대 | 남효채 | 2000년 2월 14일 ~ 2000년 11월 15일 |
| 24대 | 조기현 | 2001년 1월 16일 ~ 2001년 5월 14일  |
| 25대 | 송광운 | 2001년 5월 15일 ~ 2002년 1월 31일  |
| 26대 | 이재충 | 2002년 3월 19일 ~ 2003년 3월 31일  |

### 국가기록원장
| 대수     | 이름   | 임기                                |
| -------- | ------ | ----------------------------------- |
| 초대     | 김한욱 | 2003년 4월 1일 ~ 2004년 9월 30일    |
| 2대      | 박찬우 | 2004년 10월 1일 ~ 2006년 7월 10일   |
| 3대      | 김윤동 | 2006년 7월 11일 ~ 2007년 2월 22일   |
| 4대      | 조윤명 | 2007년 2월 23일 ~ 2008년 2월 4일    |
| 5대      | 정진철 | 2008년 3월 12일 ~ 2008년 11월 13일  |
| 6대      | 박상덕 | 2008년 12월 30일 ~ 2010년 9월 12일  |
| 7대      | 이경옥 | 2010년 9월 13일 ~ 2011년 9월 15일   |
| 8대      | 송귀근 | 2011년 10월 17일 ~ 2012년 11월 25일 |
| 9대      | 박경국 | 2012년 11월 26일 ~ 2014년 2월 27일  |
| 직무대리 | 김경원 | 2014년 3월 2일 ~ 2014년 10월 21일   |
| 10대     | 박동훈 | 2014년 10월 22일 ~ 2016년 2월 24일  |
| 11대     | 이상진 | 2016년 2월 25일 ~ 2017년 11월 28일  |
| 12대     | 이소연 | 2017년 11월 29일 ~ 2020년 11월 28일 |
| 직무대리 | 안경원 | 2020년 11월 29일 ~ 2021년 2월       |
| 13대     | 최재희 | 2021년 2월 ~ 2022년 12월 30일       |
| 14대     | 구만섭 | 2023년 1월 16일 ~ 2023년 9월 1일    |
| 15대     | 하병필 | 2023년 9월 4일 ~ 2024년 1월 7일     |
| 직무대리 | 곽진욱 | 2024년 1월 8일 ~ 2024년 3월 31일    |
| 16대     | 이용철 | 2024년 4월 1일 ~                    |

## 사건·사고 및 논란

### 기록물 열람 및 폐기 절차 간소화 논란
대통령기록물관리법에 의거 대통령지정기록물을 열람하기 위해서는 국회재적의원 2/3 이상의 동의, 관할 고등법원장이 발부한 영장 또는 직원의 업무수행 필요에 따라 대통령기록관장의 승인이 있어야 가능하다. 하지만 이명박 정부 들어서 대통령기록관장을 측근으로 임명하면서 현 대통령이 이전 정권의 기록물을 마음대로 살펴볼 수 있는 가능성이 높아져, 법의 취지가 훼손되었다는 지적과 이의 악용에 대한 우려가 제기되기도 하였다. 또한 2010년 7월 정부기관의 기록물 중 보존기간이 1년 또는 3년인 기록물을 각 생산기관에서 쉽게 폐기할 수 있는 방안이 추진되면서 또 다시 논란이 일었다. 행정안전부는 "기록물 폐기 업무의 효율성을 높이기 위한 것"이라고 해명하였으나, 한국외국어대 이영학 교수는 "정부의 전자문서 비율이 98%에 이르는데 공무원이 삭제 버튼 하나만 누르면 문서를 삭제할 수 있는 권한을 부여한다는 것은 납득할 수 없는 일"이라고 지적했다. 투명사회를 위한 정보공개센터의 전진한 사무국장도 "우리나라 문서 대부분의 보존기간이 1년 또는 3년이므로 사실상 문서 전반을 손쉽게 폐기하겠다는 위험한 발상"이라며 "개정안이 통과되면 감사원이나 검찰은 무슨 근거로 공공기관을 감사·수사하고 언론과 시민단체는 어떻게 권력을 감시할 수 있겠는가"라고 지적했다. 또한 개정안을 추진하는 과정에서 국가기록관리위원회를 소집한 결과 위원들의 반대표로 부결되었는데도 불구하고 이를 무효화시킨 후 개정을 강행한다는 절차상의 문제점도 지적되었다.

## 같이 보기
- 국제기록유산센터
- 대통령기록관